# Szamir (Syria)
Szamir (arab. شامر) – miejscowość w Syrii, w muhafazie Aleppo. W 2004 roku liczyła 1896 mieszkańców.